# Bill Talbert
William Franklin "Billy" Talbert (Cincinnati, 4 de setembro de 1918 – 28 de fevereiro de 1999) foi um tenista estadunidense. Foi campeão de cinco Grand Slam em duplas, e quatro em duplas mistas. 